# Dietrich DP VIIa
Die Dietrich DP VIIa war 1924 als drittes zweisitziges Versuchsflugzeug der Dietrich-Gobiet Flugzeugwerk AG zur Auslegung eines kostengünstigen Leichtflugzeugs vorgesehen. Sie wurde 1925 kurze Zeit als Sport- und Reiseflugzeug in Serie gebaut.

## Entwicklung
Ursprünglich war die Dietrich DP.VIIa als drittes Versuchsflugzeug der Dietrich-Gobiet Flugzeugwerk AG zur Auslegung eines kostengünstigen Leichtflugzeugs geplant. Um Erkenntnisse über die optimale Tragflächen-Anordnung zu erhalten, wurde der Tiefdecker-Entwurf der Dietrich DP.VII in einen Parasol-Entwurf Dietrich DP.VIIa umkonstruiert. Beide Flugzeuge sollten zu einem direkten Vergleichsfliegen genutzt werden. Bei der Auslegung der Parasol-Konstruktion griff Richard Dietrich auf die Erfahrungen von Walter Rieseler beim Bau der Rieseler R.III und Rieseler R.IV zurück. Auf Grund der Zusammenarbeit mit Rieseler gab Dietrich die Idee eines einfachen Umbaus der Dietrich DP.VII unter weitgehender Verwendung vorhandener Baugruppen auf. Unter der Bezeichnung Dietrich DP.VIIa entstand ein vollständig neuer Flugzeugentwurf, der in Dimensionen und Gewichten wieder der größeren Dietrich DP.VI entsprach. Obwohl die Dietrich DP.VIIa auf Grund ihres Gewichts, ebenso wie die Dietrich DP.VI die Verwendung kleinerer, preisgünstiger Motore nicht zuließ und die Ziele der eigentlich angestrebten Luftford-Entwicklung verfehlte, wurde im Juni 1924 auf der III. Internationalen Aeronautischen Luftfahrtausstellung in Prag die Aufnahme einer Serienfertigung der DP.VIIa angekündigt.

## Konstruktion
Abweichend von der Dietrich DP.VII sah Dietrich für die Parasol-Variante DP.VIIa einen geteilten Flügel vor, mit dem das Flugzeug auch auf kürzeren Abstellplätzen, z. B. Garagen untergebracht werden konnte. Die entsprechende Konstruktion übernahm Dietrich von Walter Rieseler. Der zweiteilige Flügel wurde auf einem Spannturm auf dem Rumpf gelagert und flügelmittig gegen die unteren Rumpflängsgurte mit zwei N-Stilen abgestrebt. Montiert wurden die Tragflächenhälften mit 8 einfach zu lösenden Bolzen. Auf jeder Rumpfseite befanden sich Aufnahmen für je eine Tragflächenhälfte. Die Eigenschaften der Parasol-Anordnung erforderten auch umfangreiche Anpassungen am Rumpf und führten schließlich zu einer weitgehenden Neukonstruktion, bei der sich von Knüpffer an der Auslegung der zweisitzigen Rieseler R.IV orientierte. Lediglich Motoraufhängung und Leitwerk wurden von der Dietrich DP.VI übernommen.
Für das Vergleichsfliegen erhielt die Dietrich DP.VIIa den 50 PS starken Siemens & Halske Sh4 Motor, der auch in der Dietrich DP.VI verbaut war. Mit dieser Motorisierung und dem höheren Strukturgewicht verdoppelte sich allerdings das Leergewicht des Ausgangsmusters DP.VII auf 350 kg bei der DP.VIIa.

## Fertigung und Betrieb
Neben dem Prototyp befanden sich fünf Serienflugzeuge 1924 im Bau. Sie wurden ab März 1925 für den Betrieb zugelassen. Im Mai 1925 traten drei DP.VIIa mit dem 70 PS starken Siemens & Halske Sh5-Motor beim Deutschen Rundflug an. Lachmann schied mit seiner Maschine am zweiten Rundflugtag durch Unfall aus. Die Dietrich-Werkspiloten Raab und Katzenstein belegten in der Gruppe B mit ihren DP.VIIa die Plätze 3 und 4.
Bereits wenige Tage nach der ersten Kundenauslieferung ging eine DP.VIIa im März 1925 durch Absturz verloren. Drei weitere DP.VIIa Serienmaschinen und der Prototyp gingen bis Mitte 1925 ebenfalls durch Absturz verloren. Seit April 1925 untersuchte der Prüfleiter der Dietrich Flugzeugwerk AG Paul Hall die Zwischenfälle, deren Ursache auf Flügelschwingungen zurückgeführt wurden. Hall empfahl eine grundlegende, konstruktive Überarbeitung der DP.VIIa. Hall ersetzte Erich von Knüpffer als Leiter des Konstruktionsbüros und überarbeitete die DP.VIIa-Konstruktion im Rahmen der Dietrich DP.IX. Die bereits im Bau befindlichen weiteren DP.VIIa Serienmaschinen wurden später als DP.IX fertiggestellt.
Die Unfallserie beeinträchtigte das öffentliche Image der Dietrich Flugzeugwerk AG und die Nachfrage nach Dietrich-Flugzeugen im Sommer 1925 erheblich.

## Technische Daten
| Kenngröße             | Daten                                   |
| --------------------- | --------------------------------------- |
| Besatzung             | 1 Pilot + 1 Passagier                   |
| Spannweite            | 9,66 m                                  |
| Länge                 | 6,00 m                                  |
| Höhe                  | 2,22 m                                  |
| Flügelfläche          | 14,00 m²                                |
| Flächenbelastung      | 40,0 kg/m²                              |
| Leistungsbelastung    | 10,1 kg/PS                              |
| Rüstmasse             | 350 kg                                  |
| Zuladung              | 210 kg                                  |
| Startmasse            | 560 kg                                  |
| Antrieb               | ein Siemens Sh4-Motor mit 55 PS (40 kW) |
| Höchstgeschwindigkeit | 140 km/h                                |
| Gipfelhöhe            | 3200 m                                  |
| Aktionsradius         | 550 km                                  |

Drei DP.VIIa wurden im Mai 1925 für den Deutschen Rundflug mit 70 PS Siemens Sh6 ausgerüstet.